# Laura Bernard
Laura Bernard (24 april 1993) is een Belgisch tennisster en padelster.

## Levensloop
Bernard begon op 7 à 8-jarige leeftijd met tennis.
Op het Europees kampioenschap van 2021 te Marbella behaalde ze met het Belgisch padelteam een vijfde plek. Het jaar daarop (2022) strandde ze met de nationale equipe tijdens het wereldkampioenschap te Dubai op de vierde plaats .
Bernard is afkomstig uit Rosières.